# آپاتوسور
آپاتوسور (به انگلیسی: Apatosaurus) یا برونتوسور به معنای سوسمار فریبنده، دایناسوری سوسمارپا و گیاه‌خوار از دورهٔ ژوراسیک می‌باشد. این جانور ۱۵۰ میلیون سال پیش می‌زیسته‌است. (دورهٔ آشکوب کیمرجین و تیتونیان)
واژهٔ آپاتوسور از کلمهٔ یونانی ἀπατέλος یا ἀπατέλιος به معنی فریبنده و کلمهٔ یونانی σαῦρος به معنی مارمولک گرفته شده‌است
آپاتوسور یکی از بزرگ‌ترین جانورانی است که تاکنون روی زمین زندگی کرده‌است، با میانگین طول ۲۳ متر و بلندای ۵٬۶ متر و وزن ۲۵ تن و شبیه آبزی ماقبل تاریخ موساسور بوده‌است.
آپاتوسور سر کوچک، دندان‌های قاشقی یا مدادی شکل در قسمت جلوی آرواره، چهار پا، جمجمه‌ای طویل و مغز بسیار کوچک، گردنی بسیار دراز (با ۱۵ مهره)، دمی بسیار بلند و شلاقی شکل (با طول حدود ۱۵ متر)، ستون فقرات میان تهی بوده‌است. سوراخ‌های بینی آپاتوسور، در بالای سرش قرار داشته‌است.
سنگواره‌های این حیوان در معدن سنگی در وایومینگ و مکان‌هایی در کلورادو، اکلاهما و یوتا در آمریکا پیدا شده‌است.